# دنیل آلفارو
دنیل آلفارو (انگلیسی: Cifu؛ زادهٔ ۱۳ ژوئیهٔ ۱۹۸۰) بازیکن فوتبال اهل اسپانیا است که در پست دفاع راست در باشگاه کاستیله بازی می‌کند.
او در مادرید به دنیا آمد. در باشگاه رئال مادرید نتوانست موفق باشد.
وی همچنین در تیم ملی فوتبال زیر ۱۷ سال اسپانیا بازی کرده‌است.